# Холод (комуна)
Холод (рум. Holod) — комуна у повіті Біхор в Румунії. До складу комуни входять такі села (дані про населення за 2002 рік):
- Валя-Маре-де-Кодру (123 особи)
- Вінтере (896 осіб)
- Думбрава (622 особи)
- Думбревіца (268 осіб)
- Лупоая (600 осіб)
- Форосіг (192 особи)
- Ходіш (226 осіб)
- Холод (599 осіб) — адміністративний центр комуни

Комуна розташована на відстані 405 км на північний захід від Бухареста, 34 км на південний схід від Ораді, 113 км на захід від Клуж-Напоки, 133 км на північний схід від Тімішоари.

## Населення
За даними перепису населення 2002 року у комуні проживали 3526 осіб.
Національний склад населення комуни:
| Національність | Кількість осіб | Відсоток |
| -------------- | -------------- | -------- |
| румуни         | 2891           | 82,0%    |
| цигани         | 628            | 17,8%    |
| угорці         | 6              | 0,2%     |
| німці          | 1              | < 0,1%   |

Рідною мовою назвали:
| Мова      | Кількість осіб | Відсоток |
| --------- | -------------- | -------- |
| румунська | 3204           | 90,9%    |
| циганська | 315            | 8,9%     |
| угорська  | 5              | 0,1%     |
| німецька  | 1              | < 0,1%   |
| сербська  | 1              | < 0,1%   |

Склад населення комуни за віросповіданням:
| Релігія        | Кількість осіб | Відсоток |
| -------------- | -------------- | -------- |
| православні    | 2627           | 74,5%    |
| греко-католики | 428            | 12,1%    |
| п'ятдесятники  | 361            | 10,2%    |
| баптисти       | 93             | 2,6%     |
| римо-католики  | 8              | 0,2%     |
| реформати      | 5              | 0,1%     |
| не релігійні   | 2              | 0,1%     |
| адвентисти     | 1              | < 0,1%   |
| атеїсти        | 1              | < 0,1%   |